# Crosswords Plus
Crossword Plus es un videojuego de Nintendo 3DS que salió a la venta el 1 de octubre de 2012 en Norteamérica. Es la secuela del juego Crosswords DS.

## Juego
Los jugadores pueden resolver múltiples crucigramas preempaquetados. Los jugadores también pueden usar SpotPass para recibir puzles adicionales gratis. Los modos adicionales son los anagramas, la búsqueda de palabras y la palabra del día.

## Recepción
Crossword Plus recibió críticas mixtas de los críticos. Nintendo Life calificó el juego con un 6/10. Modojo y Nintendo World Report dieron al juego una puntuación de 8/10.